# Guido Bentivoglio

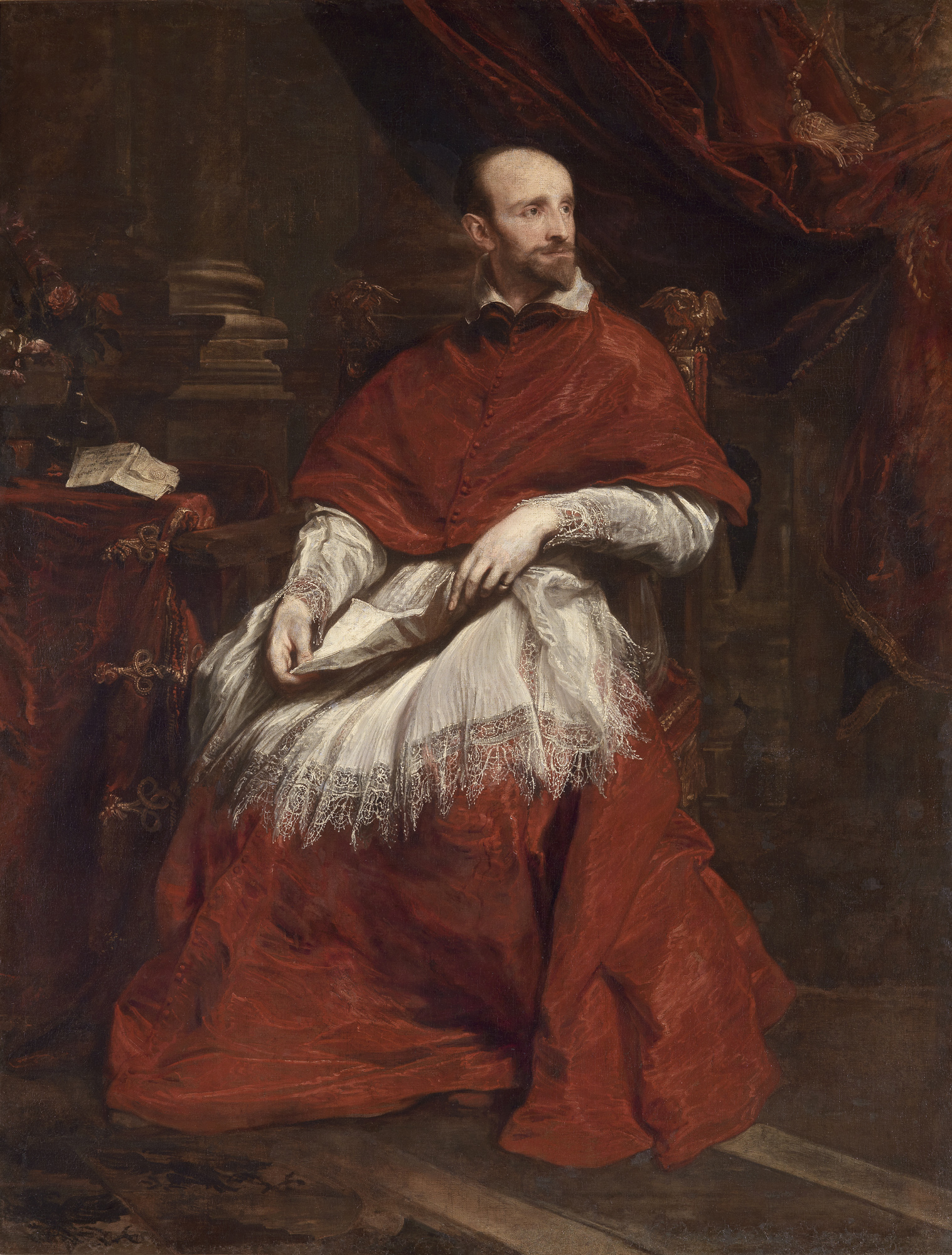
Anthonis van Dyck: Bildnis Kardinal Guido Bentivoglio (1623) Galleria Pitti, Florenz

Guido Kardinal Bentivoglio d’Aragona (* 4. Oktober 1579 in Ferrara; † 7. September 1644 in Rom) war ein italienischer Kardinal, Historiker und Politiker.

## Leben

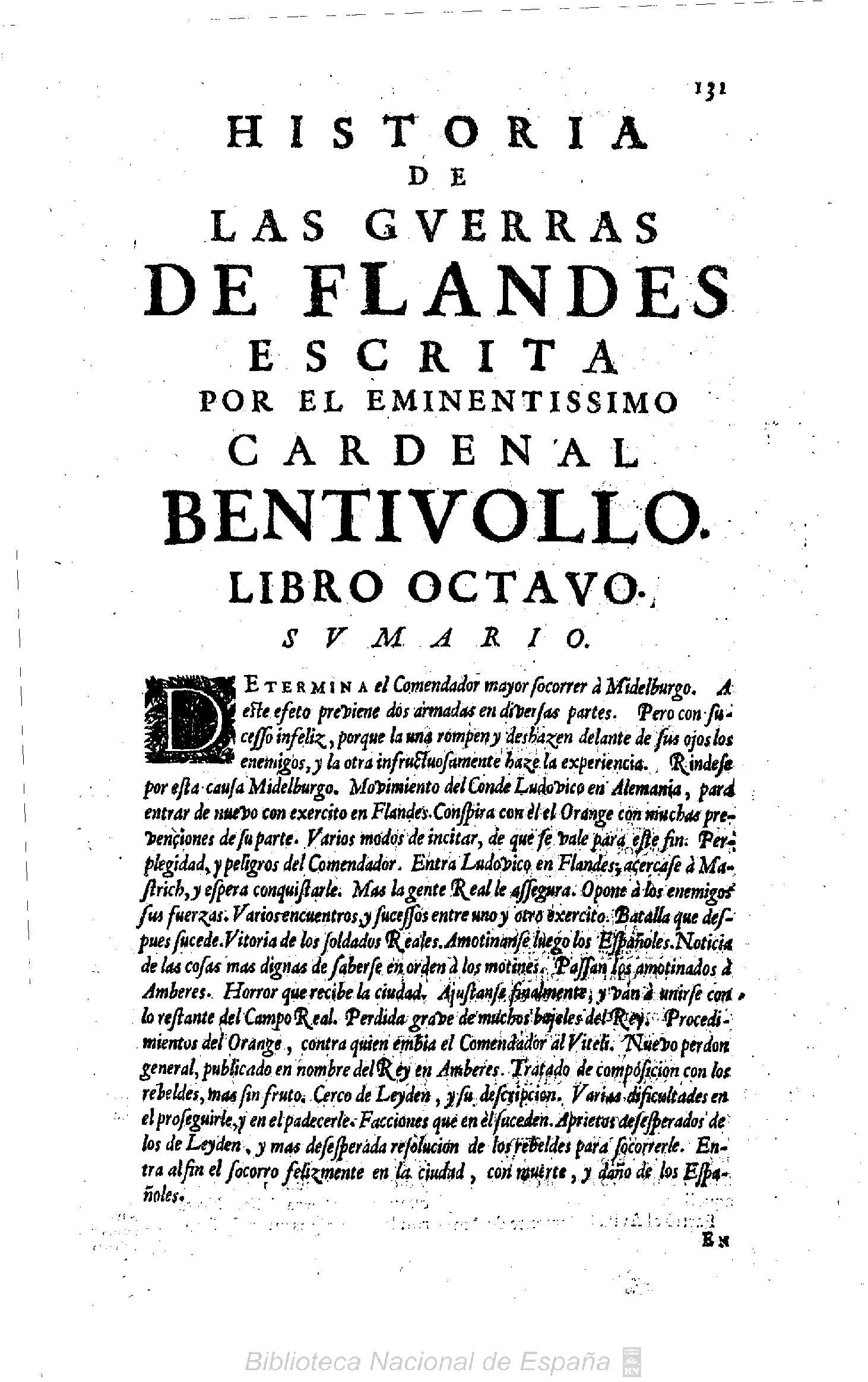
Kardinal Bentivoglios gelehrtes historisches Werk über Die Flandrischen Kriege (hier: Band 8, Ausgabe von 1687)

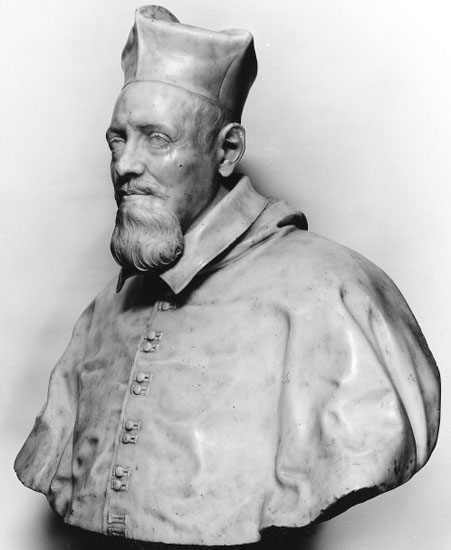
François Duquesnoy: Marmorbüste Kardinal Guido Bentivoglio (um 1638), National Gallery of Ireland, Dublin

Als jüngster Sohn des Marchese Cornelio Bentivoglio und der Isabella Bendidi in Ferrara geboren, entstammte er dem dortigen Zweig der Familie Bentivoglio aus Bologna. Er studierte Jura in Ferrara und Padua, wo er 1598 in kanonischem und zivilem Recht promovierte. Daneben hörte er in Padua bei dem von ihm später hoch geschätzten Antonio Riccoboni Rhetorik. Wieder zurück in Ferrara veröffentlichte er erste Schriften und erregte damit die Aufmerksamkeit von Papst Clemens VIII., der ihn als Privatkämmerer mit nach Rom nahm.
Unter Clemens Nachfolger Papst Paul V. wurde er am 14. Mai 1607 Titularerzbischof von Rhodos, ohne das nach Kanonischem Recht erforderliche Alter schon erreicht zu haben. Mit einer päpstlichen Verfügung wurde er als Apostolischer Nuntius nach Flandern geschickt. Während der gesamten Zeit seines Aufenthaltes (1. Juni 1607–24. Oktober 1615) war er mit dem Jülich-Klevischen Erbfolgestreit konfrontiert, an dem sich letztlich auch der Dreißigjährige Krieg entzündete. Bevor er 1621 nach Rom zurückkehrte, war er päpstlicher Nuntius in Frankreich. Die Familie Bentivoglio hatte 1619 einen Palast auf dem Quirinal (Palazzo Pallavicini Rospigliosi) erworben, der von Guido Bentivoglio nach seiner Erhebung zum Kardinal im letzten Konsistorium Pauls V. 1621 bezogen wurde.
Im Auftrag des Französischen Königs beauftragte Kardinal Richelieu im gleichen Jahr Bentivoglio mit der Wahrnehmung französischer Interessen beim Heiligen Stuhl, die er bis 1641 wahrnahm. Als päpstlicher Inquisitor setzte Bentivoglio am 22. Juni 1633 seine Unterschrift unter das Urteil gegen Galileo Galilei. Aufgrund seiner diplomatischen Erfolge, seiner Schriften und seiner Position als Inquisitor war er nach dem Tod von Papst Urban VIII. aussichtsreicher Kandidat in der Nachfolge auf dem Heiligen Stuhl. Kurz nach Beginn des Konklave starb er plötzlich aus unerklärlichem Grund. Er wurde in der Kirche San Silvestro al Quirinale beigesetzt.

## Wirkung
Bentivoglio galt als Liebhaber von Kunst und Musik. Schon unmittelbar nach seiner Ankunft in Flandern hatte er den Organisten und Komponisten Girolamo Frescobaldi (1583–1643) aus Ferrara nach Brüssel kommen lassen, wo er ein gefeierter Musiker war und mit Hilfe vom Bentivoglio in Antwerpen 1608 seine Madrigale herausgab. Es gilt als sicher, dass Bentivoglio auch Kontakt zu den dortigen Künstlern, wie Rubens hatte. Auch später bevorzugte er insbesondere die Flämischen Künstler, wie Anthonis van Dyck und François Duquesnoy Il Fiammingo, von denen er porträtiert wurde.
Sein Großneffe Cornelio Bentivoglio wurde 1719 ebenfalls zum Kardinal erhoben.

## Werke
- Della Gverra di Fiandra. 3 Bände. s. n., Colonia (Köln ?) 1635–1640.
- Relationi fatte dall'ill.mo, e reu.mo sig.or cardinal Bentiuoglio in tempo delle sue nuntiature di Fiandra, e di Francia. Date in luce da Erycio Puteano. 2 Bände. Meerbeeck, Antwerpen 1629.